# Фосамбо сир ле Лак (Квебек)
Фосамбо сир ле Лак (фр. Fossambault-sur-le-Lac) је град у Канади у покрајини Квебек. Према резултатима пописа 2011. у граду је живело 1.613 становника.

## Становништво
Према резултатима пописа становништва из 2011. у граду је живело 1.613 становника, што је за 5,3% више у односу на попис из 2006. када је регистровано 1.532 житеља.
| 2006. | 2011. |
| ----- | ----- |
| 1.532 | 1.613 |